# Templeux-la-Fosse
Templeux-la-Fosse (picardisch: Timplu-l‘Fosse) ist eine französische Gemeinde mit 135 Einwohnern (Stand 1. Januar 2022) im Département Somme in der Region Hauts-de-France im Norden von Frankreich. Die Gemeinde gehört zum Kanton Péronne.

## Geographie
Die Gemeinde liegt rund acht Kilometer nordöstlich von Péronne an der Départementsstraße D184 und etwas abseits von der Départementsstraße D181. Ihr Westrand erreicht die D917 (frühere N17). Im Gemeindegebiet liegen größere Wälder.

## Geschichte
Die Gemeinde erhielt als Auszeichnung das Croix de guerre 1914–1918.

## Einwohner
| 1962 | 1968 | 1975 | 1982 | 1990 | 1999 | 2006 | 2010 |
| ---- | ---- | ---- | ---- | ---- | ---- | ---- | ---- |
| 238  | 199  | 180  | 179  | 164  | 171  | 161  | 143  |

## Verwaltung
Bürgermeister (maire) ist seit 2010 Benoit Mascré.

## Sehenswürdigkeiten
- Die nach dem Ersten Weltkrieg wiederaufgebaute Kirche Nativité de la Sainte Vierge (Mariä Geburt).